# Алібант (чудовисько)
Алібант (дав.-гр. Αλύβας, Λύβας) — легендарне чудовисько, що тероризувало мешканців давньогрецької колонії Темеса в Італії.
За легендою, згаданою Страбоном у чудовисько втілилася душа Політіса, супутника Одіссей, який зупинився в краях біля Темеси. Політіс зґвалтував одну з місцевих мешканок і за це був побитий камінням.
Щоб вмилостивити Алібанта, містяни змушені були віддавати йому найвродливішу незайману дівчину свого міста. У V ст. до н. е. чудовисько викликав на бій і вбив олімпіонік Евфім з Локр Епізефірських.